# Raoul Bushman
Raoul Bushman è un personaggio dei fumetti Marvel, tra i più importanti avversari di Moon Knight. 

## Cronologia delle pubblicazioni
Bushman, creato dall'autore Doug Moench, è apparso per la prima volta nel novembre 1980, con la pubblicazione di Moon Knight n. 1. Da allora è apparso in svariate testate dedicate al personaggio. 

## Biografia
Raoul Bushman è un mercenario estremamente violento e spietato, che non si fa scrupoli a ricorrere a qualsiasi mezzo per raggiungere i suoi scopi. Assume ai suoi servizi altri due mercenari, Marc Spector e Frenchie, i quali sono contrari alla sete di sangue che dimostra in diverse occasioni. 
Durante una missione nel deserto, Bushman e la sua squadra prendono in ostaggio gli archeologi Peter Alraune e sua figlia Marlene, i quali hanno appena scoperto dell'oro egiziano in una tomba. Bushman decide di ucciderli per rubare le ricchezze ma Marc, disgustato dal suo comportamento, cerca di mettere in salvo i due. Bushman reagisce uccidendo il dottor Alraune e, quando Marc permette a Marlene di scappare, lo picchia violentemente lasciandolo nel deserto in fin di vita. Spector viene salvato miracolosamente dal dio egizio Khonshu, che lo riporta in vita come proprio avatar. Da allora Marc assume l'identità di Moon Knight, con cui combattere il crimine; in tali vesti, sconfigge Bushman e recupera l'oro egiziano degli Alraune. Durante un altro scontro, Moon Knight uccide brutalmente Bushman, strappandogli la pelle del viso; successivamente, Khonshu inizia ad apparire all'eroe con l'aspetto del mercenario senza faccia.
In seguito, Bushman viene riportato in vita dal signore del crimine Hood tramite i poteri di Dormammu. Il mercenario recluta lo Spaventapasseri (nemico di Ghost Rider) ed entra in un manicomio dove lobotomizzano i pazienti per soggiogarli alla loro volontà e creare un esercito. Moon Knight riesce a fermarli, ma rifiuta l'ordine di Khonshu di uccidere nuovamente Bushman sacrificandolo a lui. Al termine di tutto, il criminale viene rinchiuso in manicomio.
Bushman, divenuto uno spacciatore di crack, incontra il "paziente 86", diventato avatar di Ra sotto il nome di Re Sole. I due complottano per uccidere Moon Knight e si dirigono a casa di Marlene, divenuta l'amante di Marc. La donna ha avuto una figlia con Jake Lockley (la terza personalità di Marc) e i due criminali rapiscono Marlene per portarla su un'isola e attirare Spector in una trappola. L'eroe riesce a sconfiggerli e Bushman, rimasto ferito, abbandona Re Sole per fuggire.

## Abilità
Bushman non ha poteri sovrumani, ma è un esperto di guerriglia ed è molto abile nell'uso della maggior parte delle armi da fuoco convenzionali. È dotato di grande forza fisica ed è molto atletico e agile. A volte riveste i suoi denti di metallo per mordere l'avversario durante i combattimenti corpo a corpo.

## In altri media
Bushman è stato preso in considerazione come antagonista per la miniserie Moon Knight, ma gli sceneggiatori lo hanno scartato in quanto la sua spietatezza lo rendeva un avversario troppo difficile da affrontare per Steven Grant (l'alter dominante nelle prime puntate) e a causa della sua mancata connessione emotiva con il protagonista, ragioni per cui è stato sostituito da Arthur Harrow. Il suo ruolo nella storia delle origini di Moon Knight resta comunque invariato e viene citato durante il racconto del passato di Marc nella quinta puntata.